# Ninja Warrior (Espanya)
Ninja Warrior (també conegut com a Ninja Warrior España) és un concurs d'entreteniment emès en el canal de televisió espanyol Antena 3, en el qual els participants han de completar recorreguts d'obstacles de dificultat creixent. És produït per Globomedia i presentat per Arturo Valls, Manolo Lama i Patricia Montero. Es va estrenar el 9 de juny de 2017 reunint 2.567.000 espectadors i obtenint un 18,4% de quota.

## Història
En setembre de 2016 va saltar la notícia que el programa Ninja Warrior podria tenir una versió espanyola de la mà d'Antena 3, pel fet que es va anunciar que la cadena estava en negociacions amb una productora asiàtica per a adquirir el format. Després de diversos mesos de negociació i rumors, a principis de febrer de 2017 es va confirmar que el programa arribaria a Espanya, alhora que es va donar a conèixer la identitat dels presentadors de la primera edició.
El programa va realitzar nombrosos càstings per Barcelona, Bilbao i Sevilla, on es van trobar amb participants que van treure marques més altes que les de la resta de concursants d'Europa. Gairebé 6.000 persones es van presentar a aquestes proves, però només 200 van participar en la primera edició de Ninja Warrior España.

## Format
Gravat en l'espai Madrid Arena, el concurs pretén trobar al millor combatent, que ha de superar una sèrie de proves físiques i mentals en un circuit muntat a aquest efecte. Durant quatre setmanes, en cada programa participen un total de 50 concursants, els quals han de passar un circuit de diverses proves de diferents habilitats. En cada lliurament, els 15 millors participants de la primera fase passen a una segona, en la qual han de realitzar altres complicades proves. Els sis millors participants de la segona fase passen directament a la final, on competeixen per un premi de 30.000 euros, un viatge al Japó i el títol del primer Ninja Warrior d'Espanya.

## Ninja Warrior: 1 (2017)

### Presentadors
- Arturo Valls: és l'encarregat de conduir el programa.
- Pilar Rubio: recull les impressions dels participants.
- Manolo Lama: realitza els comentaris tècnics.

Aquests són els finalistes de la primera edició del programa Ninja Warrior:

### Primer programa
| Lloc | Concursant      | Lloc de procedència | Edat    | Fases | Fases | Fases |
| Lloc | Concursant      | Lloc de procedència | Edat    | 1     | 2     |       |
| ---- | --------------- | ------------------- | ------- | ----- | ----- | ----- |
| 1    | Isaac Estévez   | Bilbao              | 24 anys |       |       |       |
| 2    | Sergio Verdasco | Madrid              | 21 anys |       |       |       |
| 3    | Alfredo Benito  | Burgos              | 30 anys |       |       |       |
| 4    | Israel Blanco   | Madrid              | 46 anys |       |       |       |
| 5    | Pau Climent     | Alacant             | 43 anys |       |       |       |
| 6    | Diego Blanco    | Segòvia             | 33 anys |       |       |       |

#### Concursants destacats
Entre els concursants d'aquest programa es trobaven la periodista Irene Junquera i els medallistes olímpics Cristian Toro, Marcus Walz i Joel Rodríguez. Cap d'ells va aconseguir finalitzar la primera fase. Si que va aconseguir superar la primera fase el gimnasta olímpic Javier Gómez Fuertes, però una caiguda en la segona fase li va deixar fora de la Gran Final.

### Segon programa
| Lloc | Concursant     | Lloc de procedència | Edat    | Fases | Fases | Fases |
| Lloc | Concursant     | Lloc de procedència | Edat    | 1     | 2     |       |
| ---- | -------------- | ------------------- | ------- | ----- | ----- | ----- |
| 1    | Pol Roca       | Barcelona           | 21 anys |       |       |       |
| 2    | Eric López     | Madrid              | 25 anys |       |       |       |
| 3    | Iris Matamoros | Múrcia              | 36 anys |       |       |       |
| 4    | Jorge Martínez | Huelva              | 27 anys |       |       |       |
| 5    | Jaume Raya     | Tarragona           | 27 anys |       |       |       |
| 6    | Aarón Martínez | València            | 33 anys |       |       |       |

#### Concursants destacats
Entre els concursants d'aquest programa es trobaven la perxista olímpica Dana Cervantes i els ciclistes Carlos Coloma (medallista olímpic) i Oscar Pereiro (campió del Tour de França 2006). Cap d'ells va aconseguir superar la primera fase, al contrari que l'escaladora i presentadora de televisió Irati Camina, a la qual una caiguda en la segona fase la va deixar a un solo posat de la classificació per a la Gran Final, sent a més la dona que més a prop va estar de classificar en tota la temporada.

### Tercer programa
| Lloc | Concursant          | Lloc de procedència | Edat    | Fases | Fases | Fases |
| Lloc | Concursant          | Lloc de procedència | Edat    | 1     | 2     |       |
| ---- | ------------------- | ------------------- | ------- | ----- | ----- | ----- |
| 1    | Nazaret Calvente    | Las Palmas          | 27 anys |       |       |       |
| 2    | Néstor Carmona      | Granada             | 25 anys |       |       |       |
| 3    | Josué Tarí          | Madrid              | 28 anys |       |       |       |
| 4    | Cristian Valenzuela | Barcelona           | 26 anys |       |       |       |
| 5    | Nacho Hernández     | Madrid              | 21 anys |       |       |       |
| 6    | Luis Pelluz         | Pamplona            | 38 anys |       |       |       |

#### Concursants destacats
En el tercer episodi va participar Jan Köppen, presentador de la versió alemanya de Ninja Warrior. Jan va aconseguir classificar-se per a la segona fase, però no va aconseguir un dels llocs d'honor per a aconseguir el bitllet a la Gran Final.

### Quart programa
| Lloc | Concursant          | Lloc de procedència | Edat    | Fases | Fases | Fases |
| Lloc | Concursant          | Lloc de procedència | Edat    | 1     | 2     |       |
| ---- | ------------------- | ------------------- | ------- | ----- | ----- | ----- |
| 1    | Sebastián Rodríguez | Barcelona           | 22 anys |       |       |       |
| 2    | Javier Cano         | Càceres             | anys    |       |       |       |
| 3    | Rubén Borrás        | Barcelona           | 27 anys |       |       |       |
| 4    | Xavier Grau         | Barcelona           | 31 anys |       |       |       |
| 5    | Leopold Hurbin      | Andorra             | 23 anys |       |       |       |
| 6    | Christian Moya      | LLeida              | 27 anys |       |       |       |

#### Concursants destacats
En aquest programa va participar el porter d'handbol José Javier Hombrados, doble medallista olímpic, que no va aconseguir superar la primera fase.

### Cinquè programa (Final)
| Lloc | Concursant      | Lloc de procedència | Edat    | Fases | Fases | Fases |
| Lloc | Concursant      | Lloc de procedència | Edat    | 1     | 2     |       |
| ---- | --------------- | ------------------- | ------- | ----- | ----- | ----- |
| 1    | Sergio Verdasco | Madrid              | 21 anys |       |       |       |
| 2    | Eric López      | Madrid              | 25 anys |       |       |       |
| 3    | Iris Matamoros  | Múrcia              | 36 anys |       |       |       |
| 4    | Pol Roca        | Barcelona           | 21 anys |       |       |       |
| 5    | Isaac Estévez   | Bilbao              | 24 anys |       |       |       |
| 6    | Néstor Carmona  | Granada             | 25 anys |       |       |       |

## Ninja Warrior: 2 (2018)

### Presentadors
- Arturo Valls: és l'encarregat de presentar el programa.
- Patricia Montero: recull les impressions dels participants.
- Manolo Lama: realitza els comentaris tècnics.

### Primer programa
| Lloc | Concursant      | Lloc de procedència | Edat    | Fases | Fases | Fases |
| Lloc | Concursant      | Lloc de procedència | Edat    | 1     | 2     |       |
| ---- | --------------- | ------------------- | ------- | ----- | ----- | ----- |
| 1    | Jonathan Grande | Madrid              | 23 anys |       |       |       |
| 2    | Eric López      | Madrid              | 26 anys |       |       |       |
| 3    | Ángel Román     | València            | 22 anys |       |       |       |
| 4    | Carlos Iglesias | Madrid              | 20 anys |       |       |       |
| 5    | Rubén Borrás    | Barcelona           | 28 anys |       |       |       |

### Segon programa
| Lloc | Concursant          | Lloc de procedència | Edat    | Fases | Fases | Fases |
| Lloc | Concursant          | Lloc de procedència | Edat    | 1     | 2     |       |
| ---- | ------------------- | ------------------- | ------- | ----- | ----- | ----- |
| 1    | Iris Matamoros      | Múrcia              | 37 anys |       |       |       |
| 2    | Ángel Palma         | Múrcia              | 30 anys |       |       |       |
| 3    | Jorge Félix Piñeiro | València            | 24 anys |       |       |       |
| 4    | Pau Climent         | Alacant             | 44 anys |       |       |       |
| 5    | Samuel Torres       | Madrid              | 28 anys |       |       |       |

### Tercer programa
| Lloc | Concursant          | Lloc de procedència | Edat    | Fases | Fases | Fases |
| Lloc | Concursant          | Lloc de procedència | Edat    | 1     | 2     |       |
| ---- | ------------------- | ------------------- | ------- | ----- | ----- | ----- |
| 1    | Sergio Verdasco     | Madrid              | 22 anys |       |       |       |
| 2    | Javier Cano         | Cáceres             | 27 anys |       |       |       |
| 3    | Marco Antonio Jubes | Lleida              | 34 anys |       |       |       |
| 4    | Izan Fuidio         | Madrid              | 27 anys |       |       |       |
| 5    | Carlos Holgado      | Madrid              | 25 anys |       |       |       |

### Quart programa
| Lloc | Concursant        | Lloc de procedència | Edat    | Fases | Fases | Fases |
| Lloc | Concursant        | Lloc de procedència | Edat    | 1     | 2     |       |
| ---- | ----------------- | ------------------- | ------- | ----- | ----- | ----- |
| 1    | Keoma Valle       | Màlaga              | 24 anys |       |       |       |
| 2    | Alfredo García    | Madrid              | 25 anys |       |       |       |
| 3    | Alejandro Sánchez | Barcelona           | 26 anys |       |       |       |
| 4    | Adrián Asencio    | Barcelona           | 25 anys |       |       |       |
| 5    | Louis Queraux     | Múrcia              | 22 anys |       |       |       |

### Cinquè programa
| Lloc | Concursant        | Lloc de procedència | Edat    | Fases | Fases | Fases |
| Lloc | Concursant        | Lloc de procedència | Edat    | 1     | 2     |       |
| ---- | ----------------- | ------------------- | ------- | ----- | ----- | ----- |
| 1    | Pablo Baturone    | Madrid              | 24 anys |       |       |       |
| 2    | Marcel Llorach    | Barcelona           | 28 anys |       |       |       |
| 3    | Facundo Rodríguez | València            | 29 anys |       |       |       |
| 4    | David García      | Valladolid          | 22 anys |       |       |       |
| 5    | Carlos Catarrí    | Barcelona           | 36 anys |       |       |       |

### Sisè programa (Final)
| Lloc | Concursant      | Lloc de procedència | Edat    | Fases | Fases | Fases      |
| Lloc | Concursant      | Lloc de procedència | Edat    | 1     | 2     | Midoriyama |
| ---- | --------------- | ------------------- | ------- | ----- | ----- | ---------- |
| 1    | Eric López      | Madrid              | 26 anys |       |       |            |
| 2    | Javier Cano     | Càceres             | 27 anys |       |       |            |
| 3    | Iris Matamoros  | Múrcia              | 37 anys |       |       |            |
| 4    | Carlos Catarrí  | Barcelona           | 36 anys |       |       |            |
| 5    | Sergio Verdasco | Madrid              | 22 anys |       |       |            |

## Programes i audiències
| Temporada | Temporada | Episodis | Estrena           | Final               | Audiència mitjana | Audiència mitjana | Audiència mitjana |
| Temporada | Temporada | Episodis | Estrena           | Final               | Espectadors       | Quota             |                   |
| --------- | --------- | -------- | ----------------- | ------------------- | ----------------- | ----------------- | ----------------- |
|           | 1         | 5        | 9 de juny de 2017 | 7 de juliol de 2017 | 2 004 000         | 15,9%             |                   |
|           | 2         | 6        | 6 d'abril de 2018 | 5 de maig de 2018   | 1 675 000         | 11,5%             |                   |

### Temporada 1 (2017)
| N.º (sèrie) | N.º (temp) | Data d'emissió      | Audiència         |
| ----------- | ---------- | ------------------- | ----------------- |
| 1           | 1          | 9 de juny de 2017   | 2 567 000 (18,4%) |
| 2           | 2          | 16 de juny de 2017  | 2 037 000 (15,4%) |
| 3           | 3          | 23 de juny de 2017  | 1 490 000 (14,1%) |
| 4           | 4          | 30 de juny de 2017  | 1 765 000 (14,5%) |
| 5           | 5          | 7 de juliol de 2017 | 2 162 000 (17,2%) |

### Temporada 2 (2018)
| N.º (serie) | N.º (temp) | Data d'emissió     | Audiència         |
| ----------- | ---------- | ------------------ | ----------------- |
| 6           | 1          | 6 d'abril de 2018  | 1 935 000 (12,3%) |
| 7           | 2          | 13 d'abril de 2018 | 1 540 000 (10,3%) |
| 8           | 3          | 20 d'abril de 2018 | 1 683 000 (11,7%) |
| 9           | 4          | 27 d'abril de 2018 | 1 554 000 (11,3%) |
| 10          | 5          | 4 de maig de 2018  | 1 637 000 (11,5%) |
| 11          | 6          | 5 de maig de 2018  | 1 701 000 (12,1%) |